# Tetragnatha papuana
Tetragnatha papuana este o specie de păianjeni din genul Tetragnatha, familia Tetragnathidae, descrisă de Kulczynski, 1911. Conform Catalogue of Life specia Tetragnatha papuana nu are subspecii cunoscute.